# Der Trompeter von Säkkingen (Oper)
Der Trompeter von Säkkingen ist eine Oper in einem Vorspiel und drei Akten von Viktor Nessler. Das Libretto „mit autorisirter theilweiser Benutzung der Idee und einiger Originallieder aus J. Victor von Scheffel’s Dichtung“ stammt von Rudolf Bunge, basierend auf dem Versepos Der Trompeter von Säkkingen von Joseph Victor von Scheffel. Die Partitur wurde publiziert von Julius Schuberth in Leipzig.

## Aufführungsgeschichte
Arthur Nikisch, dem Nessler die Oper widmete, dirigierte die Erstaufführung im Leipziger Schauspielhaus am 4. Mai 1884, am 30. Januar 1886 fand die erste Aufführung an der Wiener Hofoper unter Wilhelm Jahn statt. Weitere Aufführungen erfolgten am 23. November 1887 Metropolitan Opera in New York und am 8. Juli 1892 durch das Ensemble der Hamburgischen Staatsoper im Theatre Royal Drury Lane in London.
Die Oper verdankte ihren ursprünglichen Erfolg in erster Linie der Popularität der literarischen Vorlage Scheffels, dessen Handlungsablauf, unter Einschluss einiger originaler Liedtexte Scheffels, das Libretto jedoch in sehr freier Form umsetzt. Der damaligen Publikumsbegeisterung stand eine eher ablehnende Haltung der Opernkritik gegenüber, der das Biedermeierliche der Musik unzeitgemäß erschien. So erklärte der einflussreiche Musikkritiker Eduard Hanslick angesichts Nesslers „musikalischer Mittelmäßigkeit“: „Das Merkwürdigste an dieser beispiellos erfolgreichen Oper bleibt – ihr Erfolg.“
Nach ihrem außerordentlichen Publikumserfolg um die Wende zum 20. Jahrhundert verschwand die Oper später weitgehend vom Spielplan, und nur die Arie Behüt dich Gott, es wär so schön gewesen hat sich eine gewisse Popularität bewahren können.

## Handlung

### Vorspiel
Gegen Ende des Dreißigjährigen Krieges feiern Studenten ausgelassen im Hof des Heidelberger Schlosses (Alt-Heidelberg, du feine), wobei sie von anwesenden Landsknechten verhöhnt werden. Das Einschreiten des Haushofmeisters der Kurfürstin führt dazu, dass der Student Werner ein Trompeterlied anstimmt (Drum greif nach der Trompete), in das die übrigen einfallen, so dass schließlich der Rektor der Universität Heidelberg einschreitet und die Studenten relegiert. Auf Drängen Conradins lässt sich Werner mit den übrigen Studenten als Soldat anwerben (Wohlauf, Kammeraden, mit fröhlichem Mut!).

### Erster Akt
Erste Szene
Nach dem Ende des Dreißigjährigen Kriegs überwacht Conradin am Festtag des Heiligen Fridolin, des Schutzpatrons von Säckingen, vor dem Fridolinsmünster die Prozession, die von den Hauensteiner Bauern gestört wird. Werner, der hier seinem Freund wiederbegegnet, stellt sich schützend vor die Gräfin Wildenstein und die sie begleitende Tochter des Freiherrn von Schönau, deren Kirchgang von den aufständischen Bauern gestört wird.
Zweite Szene
In seinem Schloss Schönau beklagt der Freiherr sein Zipperlein (Da schlage doch das Wetter drein). Ein Brief des Grafen Wildenstein teilt ihm mit, dass er sich nach dem Tod seiner zweiten Frau wieder mit seiner geschiedenen ersten Frau versöhnen und seinen Sohn Damian mit Schönaus Tochter Maria verheiraten möchte. Maria und die Gräfin berichten von dem Eingreifen Werners zu ihrem Schutz vor der Kirche und veranlassen, trotz der von der Gräfin geäußerten Bedenken, dessen Anstellung als Schlosstrompeter und Musiklehrer. Vom Rhein herauf erklingt ein Trompeterlied.

### Zweiter Akt
Werner komponiert im Garten des Schlosses, als Conradin auftritt, um für die Landsknechte zum Maifest Wein vom Freiherrn zu erbittet. Während er die Gräfin ablenkt, erklären sich Werner und Maria gegenseitig ihre Liebe, bevor sie von der Gräfin überrascht werden. Der Freiherr, über die nicht standesgemäße Verbindung empört, verkündet die Ankunft von Marias zukünftigem Gatten Damian. Mit Tanz und Pantomime wird das Maifest begangen, währenddessen Graf Wildenstein und sein Sohn eintreffen. Während Maria den ihr zugedachten Grafensohn ablehnt, verweist ihr Vater den Trompeter aus dem Schloss. Werner und Maria nehmen Abschied (Behüt dich Gott, es wär zu schön gewesen).

### Dritter Akt
Maria beklagt ihre verlorene Liebe (Verlorene Liebe, erstorbenes Glück!). Während die aufständischen Bauern gegen das Schloss vorrücken und sich Damian bei dessen Verteidigung als unfähig erweist, schlägt Werner mit den Landsknechten die Aufständischen zurück, wird dabei aber selbst verwundet. Beim Verbinden der Wunde entdecken Maria und Conradin an seinem Arm ein Mal, das ihn als den einstmals geraubten ersten Sohn von Graf und Gräfin Wildenstein ausweist. Der somit als standesgemäß anerkannte Werner erhält nun die Erlaubnis zur Heirat mit der Freiherrentochter, der Schlusschor (Liebe und Trompetenblasen nützen zu viel guten Dingen) beendet die Oper.

## Musiknummern
Vorspiel
1. Studentenlied (Studenten, Werner, Conradin: Alt-Heidelberg, du feine – Chor: Ha! Ha! Ha!)
2. Trompeterlied (Haushofmeister, Studenten, Werner, Conradin: Aber meine Herren) / Serenade (Studenten und Landsknechte: Ich knie vor Euch als getreuer Vasall / Haushofmeister, Studenten: Gegen Geister hilft der Pater)
3. Duettino (Conradin, Werner: Ei, ei, Jungbürschlein wohlgemut)
4. (Conradin, Werner, Landsknechte: Drum greif nach der Trompete)
5. Finale (Rector magnificus, Studenten, Werner: Haltet ein!)

Erster Akt
1. Bauerntanz (Junge Säckinger, einige ältere Männer, Conradin, einige junge Mädchen, Bauern: Der Hans schwingt die Liese)
2. Ensemble und Rezitativ (Bauern, Conradin, Werner: Das ist doch eine Sünd‘ und Schand!)
3. Rezitativ, Ensemble und Duettino (Werner, Conradin, Schiffsleute: Viel bunte Nachen wiegt der Rhein)
4. Finale (Junge Säckinger, Werner: O, heilger Fridoline)
5. Die Arie vom Zipperlein (Freiherr von Schönau: Da schlage doch das Wetter drein)
6. Rezitativ, Melodram und Ariette (Freiherr: Das kommt vom Grafen Wildenstein!)
7. Terzett (Maria, Freiherr, Gräfin: Zürne nicht, mein Väterchen)
8. Rezitativ, Notturno und Lied (Freiherr, Maria, Gräfin: Wenig Dank wisst Ihr dem Retter)
9. Quartett (Maria, Werner, Freiherr, Gräfin: Ha, da ist er!)

Zweiter Akt
1. Rezitativ und Lied (Werner: So wird es recht!)
2. Duettino und Lied (Conradin, Werner: Was solch Landsknechtmusikus)
3. Quartett, Lautenstunde (Maria, Werner, Gräfin: Ihr habt gewiß schon mein geharrt)
4. Liebesduett (Maria und Werner, Gräfin: Gott sei gedankt, wir sind allein)
5. Doppel-Ensemble (Gräfin, Conradin, Maria, Freiherr: Zu Hilfe! Zu Hilfe!)
6. Festmarsch und Chor (Es kommt ein wundersamer Knab’)
7. Pantomime mit Tanz
8. Finale (Freiherr, Gräfin, Graf, Damian, Werner, Conradin, Chor: Ha, da sind sie!) – (Werner, Maria, Chor: Das ist im Leben häßlich eingerichtet – Behüt dich Gott, es wär zu schön gewesen)

Dritter Akt
1. Arie (Maria: Verlorene Liebe, erstorbenes Glück!)
2. Quintett mit Lied (Freiherr, Maria, Gräfin, Graf, Damian, Landsknechte, Bauern: Schnell, ihr Knechte, schließt das Tor!)
3. Finale (Freiherr, Graf, Gräfin, Werner, Conradin, Chor: Heil dem Tapfern! Heil dem Sieger!)

## Aufnahmen
- Nessler: Der Trompeter von Säckingen – WDR Rundfunkorchester Köln und WDR Rundfunkchor Köln, Dirigent: Helmuth Froschauer, Alfred Kuhn (Bass); Christoph Späth (Tenor); Franz Hawlata (Bass); Hermann Prey (Bariton); Katharina Kammerloher (Mezzosopran); 1994, Capriccio C5187 (CD)[3]